# Edmen Shahbazyan
Edmen Shahbazyan (Glendale, 20 de novembro de 1997) é um lutador estadunidense de ascendência armênia de artes marciais mistas, atualmente compete no peso-médio do Ultimate Fighting Championship.

## Biografia
Edmen Shahbazyan luta por Glendale, California. Seu irmão mais velho, Leon, também é lutador profissional. Edmen começou a treinar MMA aos 9 anos de idade e treina na sua academia atual desde os 12. Na adolescência, ele era parceiro de treino da ex-campeã Ronda Rousey.

## Carreira no MMA
Shahbazyan fez sua estreia no MMA em 25 de Fevereiro de 2017, no CXF 6. Ele enfrentou Selah Williams e venceu via nocaute técnico no primeiro round. Edmen continuou lutando em organizações na Califórnia e acumulou um cartel de 6-0, vencendo todas as lutas por nocaute no primeiro round.
Shahbazyan foi convidado para participar do Dana White's Tuesday Night Contender Series. Edmen enfrentou Antonio Jones, vencendo via nocaute técnico em apenas 40 segundos do primeiro round. Sua performance lhe garantiu um contrato com o UFC.

## Cartel no MMA
| Cartel no MMA   |             |            |
| 14 lutas        | 11 vitórias | 3 derrotas |
| Por nocaute     | 9           | 2          |
| Por finalização | 1           | 0          |
| Por decisão     | 1           | 1          |

| Res.    | Cartel | Oponente           | Método                                    | Evento                                     | Data       | Round | Tempo | Local                    | Notas                 |
| ------- | ------ | ------------------ | ----------------------------------------- | ------------------------------------------ | ---------- | ----- | ----- | ------------------------ | --------------------- |
| Derrota | 12-4   | Anthony Hernandez  | Nocaute Técnico (cotoveladas e socos)     | UFC Fight Night: Dern vs. Hill             | 20/05/2023 | 3     | 1:01  | Las Vegas, Nevada        |                       |
| Vitória | 12-3   | Dalcha Lungiambula | Nocaute Técnico (socos)                   | UFC 282: Błachowicz vs. Ankalaev           | 10/12/2022 | 2     | 4:41  | Las Vegas, Nevada        | Performance da Noite. |
| Derrota | 11-3   | Nassourdine Imavov | Nocaute Técnico (cotoveladas)             | UFC 268: Usman vs. Covington 2             | 06/11/2021 | 2     | 4:42  | Nova Iorque, Nova Iorque |                       |
| Derrota | 11-2   | Jack Hermansson    | Decisão (unânime)                         | UFC Fight Night: Font vs. Garbrandt        | 22/05/2021 | 3     | 5:00  | Las Vegas, Nevada        |                       |
| Derrota | 11-1   | Derek Brunson      | Nocaute Técnico (socos)                   | UFC Fight Night: Brunson vs. Shahbazyan    | 01/08/2020 | 3     | 0:26  | Las Vegas, Nevada        |                       |
| Vitória | 11-0   | Brad Tavares       | Nocaute (chute na cabeça)                 | UFC 244: Masvidal vs. Diaz                 | 02/11/2019 | 1     | 2:27  | Nova Iorque, Nova Iorque |                       |
| Vitória | 10-0   | Jack Marshman      | Finalização (mata leão)                   | UFC 239: Jones vs. Santos                  | 06/07/2019 | 1     | 1:12  | Las Vegas, Nevada        |                       |
| Vitória | 9-0    | Charles Byrd       | Nocaute Técnico (cotoveladas e socos)     | UFC 235: Jones vs. Smith                   | 02/03/2019 | 1     | 0:38  | Las Vegas, Nevada        |                       |
| Vitória | 8-0    | Darren Stewart     | Decisão (dividida)                        | The Ultimate Fighter: Heavy Hitters Finale | 30/11/2018 | 3     | 5:00  | Las Vegas, Nevada        | Estreia no UFC.       |
| Vitória | 7-0    | Antonio Jones      | Nocaute Técnico (socos)                   | Dana White's Contender Series 13           | 17/07/2018 | 1     | 0:40  | Las Vegas, Nevada        |                       |
| Vitória | 6-0    | Daniel McWilliams  | Nocaute Técnico (socos)                   | CXF 12                                     | 21/04/2018 | 1     | 0:30  | Burbank, California      |                       |
| Vitória | 5-0    | Aaron Hamilton     | Nocaute Técnico (socos)                   | CXF 12                                     | 17/02/2018 | 1     | 1:08  | Los Angeles, California  |                       |
| Vitória | 4-0    | Anthony Thomas     | Nocaute Técnico (socos)                   | Gladiator Challenge: Fight Club            | 07/10/2017 | 1     | 0:14  | El Cajon, California     |                       |
| Vitória | 3-0    | Dejon Daniels      | Nocaute Técnico (socos)                   | CXF 8                                      | 17/06/2017 | 1     | 2:58  | Burbank, California      |                       |
| Vitória | 2-0    | Dearmie Street     | Nocaute Técnico (socos)                   | CXF 7                                      | 29/04/2017 | 1     | 3:16  | Los Angeles, California  |                       |
| Vitória | 1-0    | Selah Williams     | Nocaute Técnico (chute na cabeça e socos) | CXF 6                                      | 25/02/2017 | 1     | 0:43  | Los Angeles, California  |                       |